# 帶子

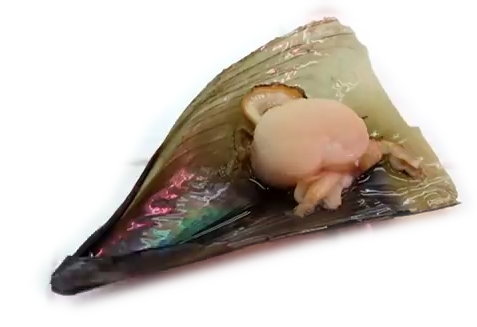
帶子（沙插）

帶子，為一種海產食材，外殼較薄，呈尖三角形，由於插在沿海沙上生長，所以又稱為沙插，在粵菜中廣泛使用。通常指沙插等貝殼類海產中的圓形内收肌部位。常和扇貝內的内收肌（俗稱「元貝」）被混淆，因兩者形狀近似。